# Аратор

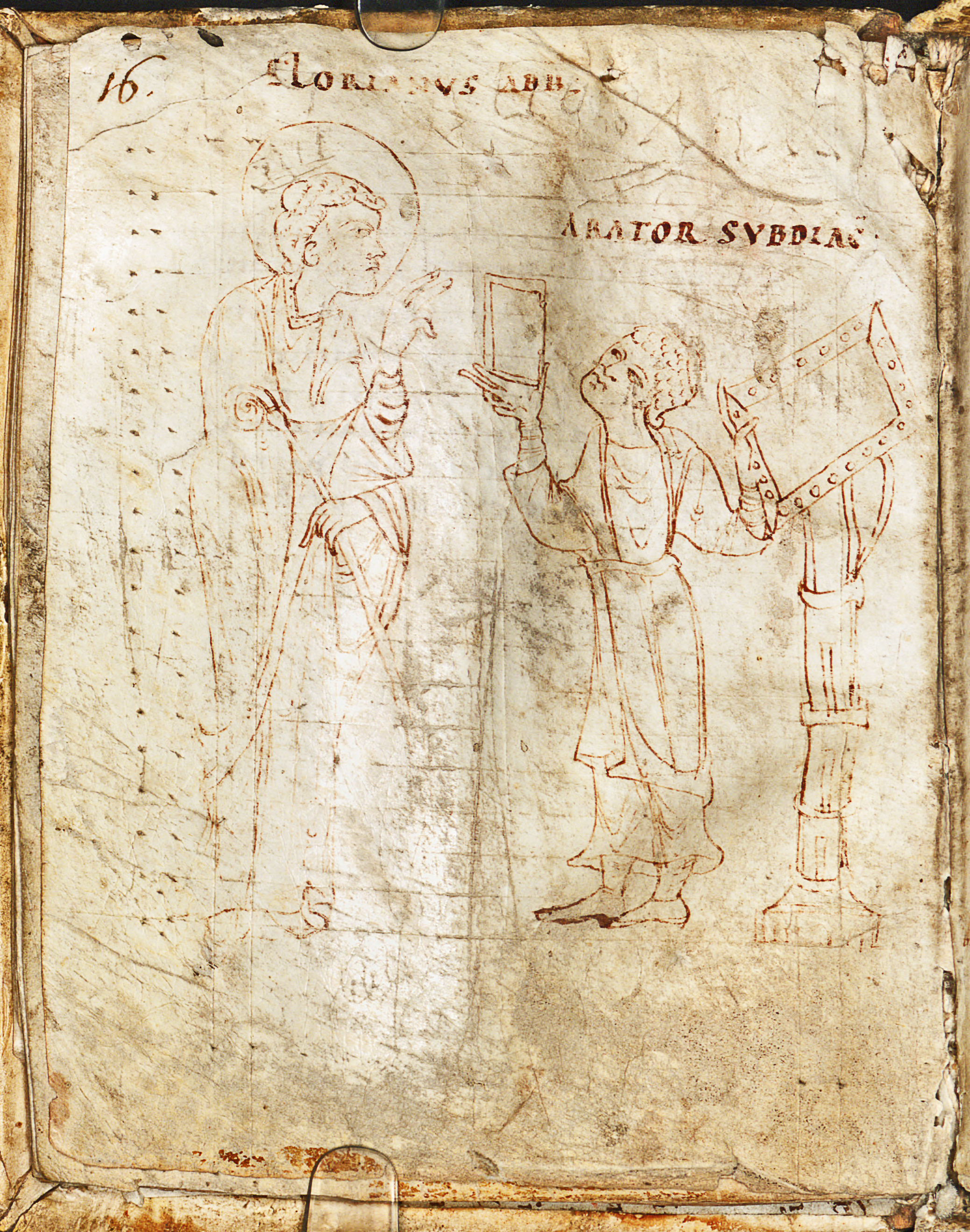
Аратор передає свою поему для перевірки Флоріану (настоятелю монастиря поблизу Мілана). Ілюстрація з рукопису кінця X століття

Аратор (лат. Arator ) — юрист, християнський письменник і поет другої половини VI століття.

## Біографія
Аратор народився в Лігурії на північному заході Італії. У місті Мілані, під патронажем єпископа Лаврентія та Енодія здобув хорошу освіту, вивчав юриспруденцію, після чого вступив на службу до остготського уряду, де здобув популярність як адвокат і оратор. Коли почалася війна між східною римською (візантійською) та остготською імперіями, Аратор відійшов від політичного життя, обравши шлях духовного вдосконалення.
Папа римський Вігілій зробив його іподияконом у місті Римі.
Близько 544 року Аратор написав дидактичну поему про апостолів Петра і Павла: De Actibus Apostolorum libri II (Про діяння апостолів у двох книгах). Поема була присвячена папі Вігілію, і мала великий успіх, тому на прохання Вігілія автор прочитав її публічно в церкві San Pietro in Vincoli в Римі. Читання тривало чотири дні, оскільки поетові довелося повторити багато уривків на прохання слухачів.
У поемі відбивається існуюча вже тоді тенденція звеличення апостола Петра над апостолом Павлом, але водночас знаходять підтвердження й такі пункти древнього віровчення, як шанування Богородиці, святих мощей та іншого.
Наприкінці XIX — на початку XX століття Енциклопедичний словник Брокгауза і Єфрона так охарактеризував цей твір на своїх сторінках: «Поетичні достоїнства поеми досить незначні. series latina», т. 68), і А. Huber'ом (Нейссе, 1850)"1850)" . Однак твори Аратора були досить популярними в Середньовіччі, коли вони стали класикою.
На жаль, точна дата народження і смерті Аратора невідома.